# رودولف بورغر
رودولف بورغر (بالرومانية: Rudolf Bürger)‏ (31 أكتوبر 1908 في تيميسفار ، الإمبراطورية النمساوية المجرية – 20 يناير 1980) لاعب كرة قدم روماني ذو أصول ألمانية كان يجيد اللعب في خط الدفاع . كان أحد اللاعبين القلة الذين لعبوا في بطولات كأس العالم الثلاث الأولى التي أقيمت قبل الحرب العالمية الثانية .
لعب بورغر لصالح نادي ريبنسيا تيميشوارا الذي كان أول نادي يدخل عالم الاحتراف في سنة 1932 تحت قيادة المدرب رودولف ويتزر.
كان ويتزر قائد ومدرب منتخب رومانيا أثناء مشاركته في بطولة كأس العالم لكرة القدم 1930 التي أقيمت في الأوروغواي . لم يشارك بورغر في أي مباريات في البطولة الثانية ولكنه لعب في البطولتين الأولى والثالثة.

## روابط خارجية
- رودولف بورغر على موقع الاتحاد الدولي (مؤرشف)  (الإنجليزية)
- رودولف بورغر على موقع قاعدة بيانات كرة القدم.إي يو (الإنجليزية)
- رودولف بورغر على موقع ناشيونال فوتبول تيمز (الإنجليزية)
- رودولف بورغر على موقع Soccerway.com (الإنجليزية)